# Franklin & Marshall
Pour les articles homonymes, voir Franklin et Marshall.
Franklin & Marshall est une entreprise italienne spécialisée dans la mode « Old School » (à l'ancienne), basée à Montorio Veronese, une ville de la province de Vérone, en Vénétie.
Le nom de la société est inspiré d’un sweater d’Andrea Pensiero, l'un des deux fondateurs de la marque, sur lequel était inscrit « Franklin and Marshall College », le nom d'une université américaine de Lancaster, située en Pennsylvanie.

## Historique
En 1999, deux Italiens amoureux du vintage et de la culture américaine, Marco Delarastio, propriétaire à l’époque d’une petite boutique de vintage, et Giuseppe Albarelli, diplômé en économie ont l'idée de créer un concept de marque avec une identité « Old School », s’inspirant de l’esprit étudiant californien des années 1950 à 1990.